# David C. Woodman
Pour les articles homonymes, voir Woodman.
David Charles Woodman, né en 1956 à London (Ontario), est un marin, auteur et chercheur canadien spécialisé dans l'Arctique.
Il est connu pour ses recherches sur l'expédition disparue Franklin. Il a dirigé ou participé à neuf expéditions sur l'île du Roi-Guillaume entre 1992 et 2004, à la recherche de reliques, de documents et des épaves des navires HMS Terror et HMS Erebus, et a établi le rôle important du témoignage oral des Inuits dans ces recherches.

## Biographie
David C. Woodman est né à London, en Ontario. Il grandit en naviguant et en plongeant sur les Grands Lacs. Il étudie au premier cycle à l'Université de Toronto. Au cours de sa première année, il trouve une copie réimprimée du Voyage of the Fox in the Arctic Seas de Francis Leopold McClintock, ce qui l'inspire à rechercher les épaves du HMS Terror et du HMS Erebus et à devenir le premier à plonger sur ces sites. Il étudie les documents de l'expédition Franklin au Scott Polar Research Institute de Cambridge et au National Maritime Museum de Londres, et reçoit des documents du Smithsonian, notamment des témoignages inuits inédits recueillis par Charles Francis Hall. Il est le premier à publier un rapport sur le témoignage de Supunger, un chasseur inuit de la péninsule de Boothia qui a confié à Hall avoir découvert un caveau funéraire souterrain sur l'île du Roi-Guillaume alors qu'il recherchait des objets laissés par Franklin chez son oncle en 1863.
Après avoir quitté l'université, Woodman sert comme officier dans la Marine royale canadienne pendant onze ans, se spécialisant en navigation et en sous-marins. Après son service militaire, il obtient un brevet de capitaine civil et occupe le poste de capitaine adjoint du port de Prince Rupert, en Colombie-Britannique.
Woodman est capitaine principal chez BC Ferries jusqu'à sa retraite en 2016. Il vit à Port Coquitlam, en Colombie-Britannique,. Il a une femme et deux filles.

## Recherches sur l'île du Roi-Guillaume
S'inspirant du témoignage des Inuits, Woodman dirige et participe à des expéditions de recherche sur l'île du Roi-Guillaume. En 1992 et 1993, il organise des relevés magnétométriques aéroportés dans une zone proche de Grant Point où le témoignage du seul témoin oculaire inuit, nommé Puhtoorak, indiquait qu'une des épaves de John Franklin avait coulé. Les deux étés suivants, il mène des recherches terrestres dans le nord de l'île du Roi-Guillaume, à la recherche de caveaux et de points de repère liés à l'expédition Franklin, tels que décrits dans les récits d'un chasseur inuit nommé Supunger, dans le cadre du « Projet Supunger ». Ces projets permettent d'identifier de nombreux points de repère clés de Franklin le long de la côte, notamment la tombe d'un officier identifié comme le lieutenant du Terror John Irving, découverte en 1879 par Heinrich Klutschak (en) de l'expédition arctique de Frederick Schwatka, sur laquelle Woodman s'est allongé pour en déterminer la taille. En mai 1999, il retourne dans la région pour découvrir le paysage tel qu'il aurait été lors de la retraite de Franklin.
En 1997, il se consacre de nouveau à la recherche de l'épave, se joignant à l'expédition Eco-Nova Franklin en tant que coordonnateur des recherches, occupant à nouveau ce rôle en 2000 pour l'expédition St. Roch II montée par la GRC. Entre 2001 et 2004, l'équipe de Woodman utilise une stratégie de recherche comprenant un magnétomètre sur un qamutiik (en), tiré par une motoneige, dans l'espoir de détecter les anciennes chaudières métalliques de chemin de fer utilisées sur les deux navires, ainsi que des sonars et des sondages de profondeur, afin de réduire la zone de recherche où les navires pourraient être localisés. Ils fouillent l'angle sud-ouest de Wilmot and Crampton Bay (en), et trouvent des emplacements de tentes, des reliques et un crâne. Woodman commence à consulter Parcs Canada en 2010, dont les recherches annuelles avec un financement plus substantiel et prévisible aboutissent à la découverte des navires de Franklin, le HMS Erebus (2014) et le HMS Terror (2016).

## Postérité
La collecte et le soutien de témoignages inuits par Woodman dans le cadre de ses recherches sur l'expédition Franklin ont mené à de multiples découvertes. Douglas Stenton (en), archéologue à Parcs Canada, a adopté la conviction de Woodman selon laquelle « tout récit inuit concernant les hommes blancs devrait reposer sur des faits concrets » lors de l'évaluation de sites archéologiques potentiellement liés à Franklin sur l'île du Roi-Guillaume et ses environs. Bien que Woodman lui-même n'ait pas découvert les épaves, ses recherches et son insistance sur la véracité des témoignages oraux inuits ont abouti à la découverte de l' Erebus par Parcs Canada en 2014.
Woodman a donné des conférences sur le témoignage oral des Inuits et sur l'expédition Franklin, et est reconnu comme une autorité en la matière. Il a été présenté dans divers documentaires sur Franklin et est un sujet majeur de deux livres sur la recherche. En 2015, il a reçu la médaille Erebus, décernée par la Société géographique royale du Canada pour récompenser tous les participants à la découverte du HMS Erebus, y compris ceux sur le terrain et ceux qui ont travaillé en coulisses.

## Publications
- 1991 : Unravelling the Franklin Mystery: Inuit Testimony, McGill–Queen's University Press (en),  (ISBN 0773508333).
- 1995 : Strangers Among Us, McGill-Queen's University Press,  (ISBN 0773513485).